# جغرافيا الكويت

موقع الكويت في آسيا

تقع دولة الكويت في شمال شرق شبه الجزيرة العربية، في أقصى شمال الخليج العربي، فيحدها من الشمال والغرب جمهورية العراق ومن الجنوب المملكة العربية السعودية ومن الشرق الخليج العربي. تقع الكويت بين خطي عرض 28.45° و 30.05° شمال خط الاستواء وبين خطي طول 46.30° و 48.30° شرق خط جرينتش. تبلغ مساحة الكويت 17.818 ألف كيلومتراً مربعاً.

## الحدود
ويقدر متوسط امتداد أراضي الكويت من الشرق إلى الغرب بحوالي 170 كم (106 ميلا)، وتبلغ المسافة بين أقصى موقع على حدودها الشمالية وأقصى موقع على حدودها الجنوبية حوالي 200 كم (124ميلا). يبلغ طول حدود الكويت 685 كم، الجزء الأكبر منها حوالي 495 كم حدود برية مشتركة مع كل من المملكة العربية السعودية وجمهورية العراق والباقي وهو 195 كم (121 ميلا) حدود بحرية على الخليج العربي شرقا. ويبلغ طول الحدود المشتركة مع جمهورية العراق حوالي 240 كم ومع المملكة العربية السعودية حوالي 222 كم.
يبلغ طول الشريط الساحلي 325 كم بإستثناء طول الشريط الساحلي للجزر الكويتية. ويبلغ طول الشريط الساحلي شاملا سواحل الجزر 500 كم تقريباً. ويعد هذا الشريط جزءا من المنخفض الضحل والممتد من شط العرب. ويمكن تقسيم المنطقة الساحلية إلى منطقتين رئيستين شمالية وجنوبية . تمتد المنطقة الشمالية من رأس الأرض إلى أم قصر[مبهم] وسواحل جزيرتي وربة وبوبيان. ويعتبر جون الكويت أهم معالم هذه المنطقة. وتمتد المنطقة الجنوبية من رأس الأرض إلى النويصيب جنوبا وتعتبر منطقة الخيران ومسطحاتها الطينية والسبخية أهم معالم هذه المنطقة.

## التضاريس

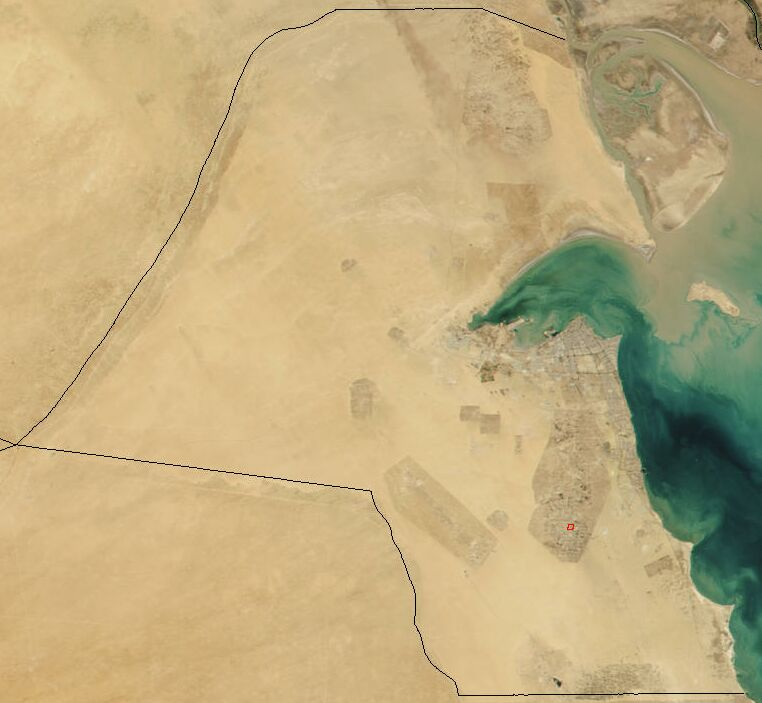
صورة من الأقمار الصناعية لدولة الكويت

ينحدر سطح دولة الكويت انحدارًا تدريجيًا من الغرب إلى الشرق بتجاه سواحل البحر، ولا يزيد أعلى ارتفاع في المناطق الغربية على 300 متر فوق سطح البحر. ويتكون السطح من سهول رملية مستوية تتخللها بعض التلال قليلة الارتفاع، يصل ارتفاع بعضها ما يقارب 145 متراً،، وفي شمال الكويت توجد سلسلة تلال مثل حافة جال الزور، تلال كراع المرو و تلال اللياح. وفي الجنوب توجد بعض التلال على شكل قباب كما في منطقة وارة ومنطقة برقان.

### الوديان والتلال
يقطع الكويت عدة أودية صحراوية جافة من أشهرها وادي الباطن وهو الحد الفاصل بين الحدود الكويتية العراقية بمسافة 150 كلم، ويسير مع الحدود الغربية للكويت، ويصل عرضه في بعض الأجزاء إلى نحو عشرة كيلو مترات ويبلغ أقصى عمق له حوالي 57 متراً. وفي الغرب يوجد سهل الدبدبة الذي يحتل مساحة كبيرة في غرب وجنوب الكويت. أشهر المنخفضات الموجودة في الكويت هو منخفض البرقان و الذي يمتد من جون الكويت باتجاه الجنوب موازيا لخط الساحل، وبه أهم التلال
تلال وارة والبرقان والقرين. في الشمال يقع سهل الروضتين وهي أرض منبسطة تنحدر نحو الشرق والشمال الشرقي.

### الجزر
تضم الكويت تسعة جزر في الخليج العربي، أكبرها جزيرة بوبيان والتي تبلغ مساحتها 683 كم2، أي حوالي 5% من المساحة الإجمالية للكويت. يمتد الشريط الساحلي مسافة 500 كم، ويتكون من عدد من الخلجان الصغيرة والأخوار. أكبر هذه الخلجان هو جون الكويت وخليج كاظمة، وأشهر الأخوار هي خور عبد الله وخور بوبيان وخور الصبية في الشمال وخور المفتح وخور الأعمى في الجنوب. وتنتشر الرؤوس على طول الشريط الساحلي. فهناك رأس الصبية في الشمال ورأس الأرض في الجنوب، وهناك أيضا رأس عشيرج ورأس السالمية ورأس كاظمة ورأس الزور ورأس الجليعة. كما تنتشر عدد من المنخفضات والتي تعرف بالخبرات في شمال الكويت، وأشهرها خبرة الروضتين وأم العيش.

## المناخ
يعد مناخ منطقة الخليج العربي مناخا صحراويا وذلك لتميزه بقلة سقوط الأمطار وعدم انتظامها، ومع ارتفاع درجة الحرارة في الصيف وانخفاضها في الشتاء. ونتيجة لموقع منطقة الخليج بالقرب من المياه فإن أجواؤها مشبعة بالرطوبة طوال فترات السنة ما عدا شهري مايو ويونيو وذلك لقوة الرياح الشمالية الغربية.

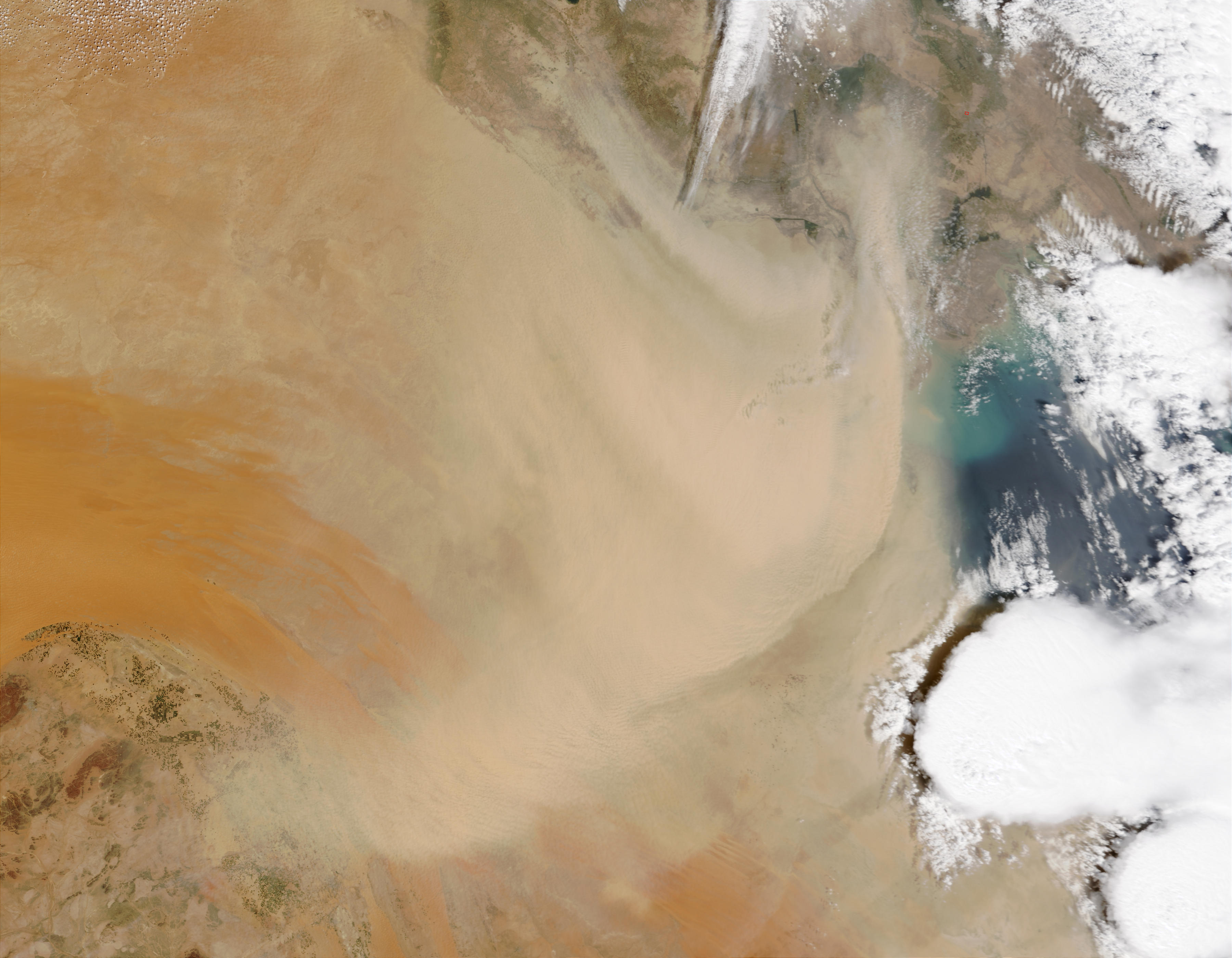
صورة من الأقمار الصناعية لعاصفة رملية تغطي الكويت

### درجة الحرارة
تقع دولة الكويت بين خطي عرض 28.45° و 30.05° شمال خط الاستواء وبين خطي طول 46.30° و 48.30° شرق خط جرينتش، ونظرا لوقوع الكويت في الإقليم الجغرافي الصحراوي، فإن مناخها يمتاز بوجود فصلين رئيسيين (الصيف والشتاء)، و فصلين ثانويين لا يكادان يلاحظا (الربيع والخريف). يعتبر مناخ الكويت من النوع الصحراوي و الذي يتميز بصيف طويل حار جاف، وشتاء قارس قصير ممطر أحيانا. في المقابل فصل فصل الربيع يتميز بأنه قصير معتدل، بينما فصل الخريف ترتفع فيه نسبة الغبار وتقل فيه درجة الحرارة نسبيًا عن الصيف.
أما درجات الحرارة، فيتراوح متوسط درجات الحرارة صيفاً بين 42° إلى 48° درجة مئوية (107.6° إلى 118.4° فهرنهايت) صيفًا، و 6° (43.0° فهرنهايت) درجات مئوية شتاءً. كما تهب رياح مثيرة للغبار خلال أشهر الصيف، وترتفع نسبة الرطوبة خلال الأشهر المذكورة وقد تصل درجة الحرارة أحيانا إلى 50° مئوية في الظل، وغالبا ما تهب خلاله رياح مثيرة للغبار (عواصف ترابية). أما فصل الشتاء فرغم قصره يسوده الدفء حيث يصل معدل الحرارة خلاله إلى 18° مئوية وقد تنخفض الحرارة إلى الصفر المئوي أو دون الصفر في بعض الأحيان. أما فصلا الخريف والربيع فيتميزان بقصرهما. والأمطار الشتوية غير منتظمة وتختلف من سنة إلى أخرى. يصاحب هذا التباين الكبير في درجات الحرارة فروق كثيرة في المعدلات السنوية لهطول الأمطار، حيث يبلغ معدلها السنوي بين 75 مليمتر إلى 150 مليمتر سنوياً (2.95 إلى 5.91 إنش)، لكنها تتراوح أحيانًا بين 25 مليمتر (0.98 إنش) إلى 352 مليمتر سنويًا (12.8 إنش). وسُجلت أعلى درجات الحرارة في عام 2012 عندما بلغت الحرارة 52.6° درجة مئوية (126.7° فهرنهايت) ، بينما ثاني أعلى حرارة مسجلة كانت في شهر يوليو من عام 1978 وكانت 51° درجة مئوية، وسجلت أدنى درجة حرارة في يناير 1964 وكانت بمدينة الكويت حيث بلغت 6.1° درجة مئوية تحت الصفر (21.0° فهرنهايت).

### الرياح
تهب الرياح الشمالية الغربية معظم أيام السنة وقد تصل سرعتها إلى 60 عقدة (120كم/ساعة)، وهي رياح جافة بفعل المرتفع السيبيري المتمركز في شمال القارة الآسيوية، ولها أثر واضح في خفض درجة الحرارة خاصةً في فصل الصيف، لكنه يصبح قارس البرودة في فصل الشتاء. بينما رياح الكوس تتميز بكونها رطبة دافئة تهب من الجنوب الشرقي تتأثر في المنخفض السوداني وتتسبب هذه الرياح في رفع درجة الحرارة وتزيد من الرطوبة في فصل الصيف، ولكن في فصل الشتاء يعتدل الجو بها وتحمل معها المطر. أيضا هناك رياح السموم وهي رياح جافة جداً تهب في الظهيرة حيث تنخفض معها الرطوبة النسبية، وهذه الرياح ذات درجات حرارة عالية تهب من الشمال أو من الشمال الشرقي في فصل الصيف مما ترفع درجات حرارة إلى مستوى عال جدا.
بالإضافة إلى ذلك تتعرض الكويت لهبوب بعض العواصف الترابية في أواخر الربيع و أوائل الصيف فتثير الغبار، يطلق عليها الهبوب. وقد تهب عواصف ترابية مصحوبة عادة بعواصف رعدية يسقط بسببها المطر شديد في أواخر الربيع و أوائل الصيف، يطلق عليها السرايات.
| البيانات المناخية لـدولة الكويت | البيانات المناخية لـدولة الكويت | البيانات المناخية لـدولة الكويت | البيانات المناخية لـدولة الكويت | البيانات المناخية لـدولة الكويت | البيانات المناخية لـدولة الكويت | البيانات المناخية لـدولة الكويت | البيانات المناخية لـدولة الكويت | البيانات المناخية لـدولة الكويت | البيانات المناخية لـدولة الكويت | البيانات المناخية لـدولة الكويت | البيانات المناخية لـدولة الكويت | البيانات المناخية لـدولة الكويت | البيانات المناخية لـدولة الكويت |
| الشهر                           | يناير                           | فبراير                          | مارس                            | أبريل                           | مايو                            | يونيو                           | يوليو                           | أغسطس                           | سبتمبر                          | أكتوبر                          | نوفمبر                          | ديسمبر                          | المعدل السنوي                   |
| ------------------------------- | ------------------------------- | ------------------------------- | ------------------------------- | ------------------------------- | ------------------------------- | ------------------------------- | ------------------------------- | ------------------------------- | ------------------------------- | ------------------------------- | ------------------------------- | ------------------------------- | ------------------------------- |
| متوسط درجة الحرارة الكبرى °م    | 18                              | 21                              | 25                              | 32                              | 40                              | 44                              | 46                              | 45                              | 42                              | 36                              | 27                              | 20                              | 33                              |
| متوسط درجة الحرارة الصغرى °م    | 8                               | 9                               | 13                              | 19                              | 25                              | 28                              | 30                              | 29                              | 26                              | 20                              | 15                              | 10                              | 19                              |
| الهطول سم                       | 1.46                            | 0.96                            | 1.55                            | 0.86                            | 0.05                            | 0                               | 0                               | 0                               | 0                               | 0.07                            | 0.86                            | 1.17                            | 6.98                            |
| متوسط درجة الحرارة الكبرى °ف    | 64                              | 70                              | 77                              | 90                              | 104                             | 111                             | 115                             | 113                             | 108                             | 97                              | 81                              | 68                              | 92                              |
| متوسط درجة الحرارة الصغرى °ف    | 46                              | 48                              | 55                              | 66                              | 77                              | 82                              | 86                              | 84                              | 79                              | 68                              | 59                              | 50                              | 67                              |
| الهطول إنش                      | 0.57                            | 0.38                            | 0.61                            | 0.34                            | 0.02                            | 0                               | 0                               | 0                               | 0                               | 0.03                            | 0.34                            | 0.46                            | 2.75                            |
| المصدر:                         |                                 |                                 |                                 |                                 |                                 |                                 |                                 |                                 |                                 |                                 |                                 |                                 |                                 |

## الطبيعة

### البيئة الحيوانية
تتواجد العديد من الحيوانات في الكويت، فمن الثدييات قنفذ طويل الأذنين hemiechinus auritus والقنفذ الإثيوبي paraechinus aethiopicus dorsalis والخفافيش مثل الخفاش عاري البطن Taphozous nudiventris magnus وخفاش ترايدنت عاري البطن Asellia tridens tridens وخفاش كوهل Pipistrellus kuhli ikhwaiu ومن الأرانب الأرنب العربي Lepus capensis arabicus والعديد من القوارض مثل فأر بلوشستان Gerbillus nanus arabium وفأر واجنز Gerbillus dasyurus dasyurus ومن المفترسات الذئاب كالذئب العربي Canis lupus arabs والذئب الهندي Canis lupus pallipes والثعالب Fennecus zerda ومجموعة من النموس Herpestes edwardsi ferrugineus والقطط Felis silvestris iraki والفهود Acinonyx jubatus وكذلك الماشية كالريم Gazella subgutturosa marica والعفر Gazella dorcas saudiya.

### البيئة النباتية

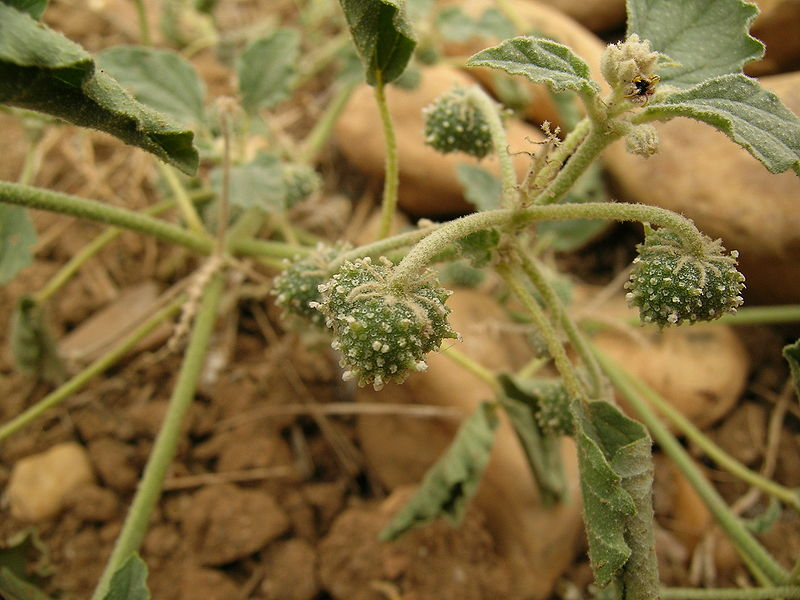
نبتة الزريق أو التنوم

تحضى الكويت بمناخ صحراوي حار يتميز بتفاوت كبير في درجة الحرارة، فتصل درجة الحرارة شتاء إلى دون الصفر المئوية بينما تصل إلى 50 درجة خلال أشهر الصيف. كما من خصائص مناخ الكويت قلة الأمطار وعدم انتظامها من حيث الزمان والمكان، ويبلغ متوسط سقوط الأمطار السنوي 118 مليمتر. كل هذه العوامل تؤثر على نوعية وكمية النباتات البرية، فمعظم النباتات المعروفة تنمو في فصل الربيع وتدخل في مرحلة السكون خلال أشهر الصيف الحارة. ونظرًا لقلة الأمطار فإن السائد من النباتات في الكويت هي من النوع الصحراوي القادر على تحمّل الجفاف، وهي في معظمها من الأعشاب والشجيرات القصيرة مثل: العرفج، الرمث، الثندي، العوسج والزريق أو التنوم وتسمى بالنباتات المعمرة. أما النباتات الحولية فهي تنمو عقب سقوط الأمطار في فصل الشتاء وتزدهر في فصل الربيع، مثل نباتات الربلة والحوذان و مرار، وهناك بعض الأشجار دائمة الخضرة طوال العام مثل: النخيل والسدر و الإثل.
نباتات البيئة الصحراوية

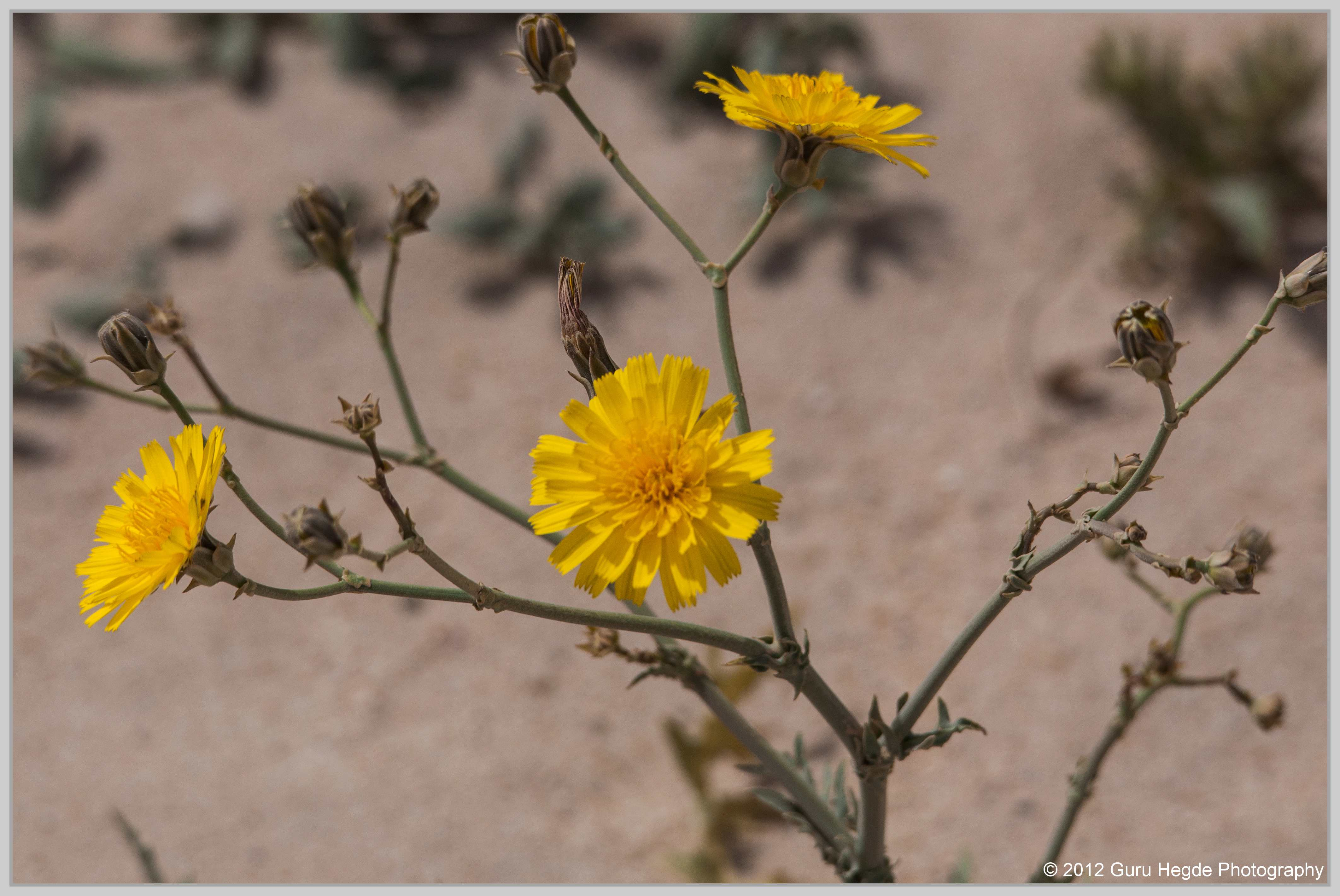
نبتة العرفج

- العرفج: هو نبات شجيري معمر يتواجد في الأراضي الرملية الحصوية المتماسكة. وتعتبر زهرة العرفج الزهرة الوطنية للكويت، وللحفاظ عليها في الكويت صدر مرسوم أميري يمنع قطعها أو إتلافها في غير المنشآت الزراعية.[19] يتراوح ارتفاع العرفج بين 25 و 90 سنتيمتر. وتكون أوراقه زيتونية الشكل تتساقط في فصل الصيف وتبقى السيقان جرداء حتى يأتي موسم الأمطار. و الأوراق سهمية لا يزيد طولها عن 2 سنتيمتر ولها أسنان شوكية. تظهر الأزهار في شهر أبريل ومايو ويونيو، وأزهاره شعاعية صفراء.[20] يعتبر العرفج من أفضل النباتات الصحراوية لرعي الأبل. وهو من النباتات النادرة في الكويت.
- الرمث: هو نبات شجيري معمر، وتنمو بارتفاع يصل إلى 60 سم. وتغطي أجزاء واسعة من المناطق الشمالية والغربية من الكويت. قال الأزهري في التهذيب: «والعرب تقول ما شجرة أعلم لجبل ولا أضيع لسابلة ولا أبدن ولا أرتع من الرمثة».[21]

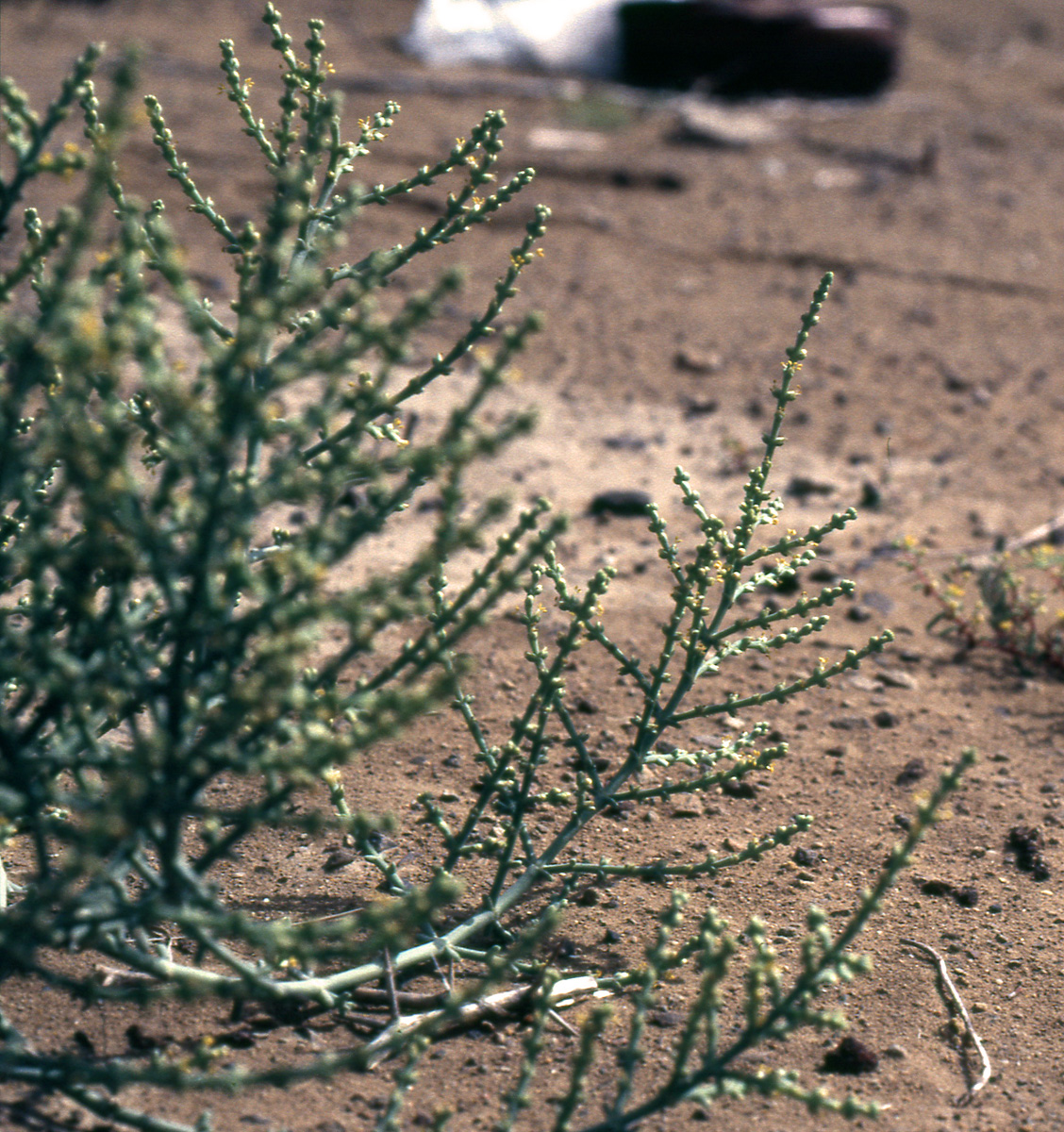
نبتة الرمث

- الثندي: هو نبات شجيري معمر ينتشر في بعض الدول العربية منها الكويت. يصل طوله ما بين 30 إلى 60 سنتيمتر، ويتميز بساق وأوراق حادة ذات لون باهت. ويظهر بالوسط حامل زهري طويل ينتهي بمجموعة من السنابل الزهرية. ينمو الثندى في شهر مارس ويجف في الصيف. كما يعتبر النبات مثبتاً للتربة وذلك لاحتوائه على جذور ليفية متشعبة. البيئة المناسبة للثندي هي الأراضي الرملية المالحة ولذلك يتواجد عادة في مناطق قريبة من العرفج.[22]
- الرمث: هو نبات شجيري معمر ينتشر في الصحاري المالحة في الكويت.[23] يتراوح طوله من 30-70 سنتيمتر. و هو كثير التفرع حيث يبدأ تفرع السيقان عند القاعدة، والأفرع قائمة غير شوكية عصيرية. و جذور الرمث وتدية تتعمق في التربة. و الأوراق في شكل حراشف مثلثة. و تظهر الأزهار خلال شهري سبتمبر وأكتوبر على شكل سنابل يتراوح طولها بين 5-7 سنتيمتر.[20]

نباتات البيئة البحرية
- عوسج: شجيرة شوكية معمرة ينتشر العوسج في الأماكن الرملية الساحلية والمسطحات الرسوبية والأراضي الحصوية، يصل ارتفاعها إلى حوالي مترين. لها ساق خشبية متفرعة والفروع متعرجة ومتداخلة.
- هرم: تشكل مجموعة رئيسية من نباتات الكويت حيث تتواجد في المناطق الجنوبية من جون الكويت و بعض الجزر الكويتية. حيث يتواجد الهرم عادة في المناطق الساحلية السبخة ذات المنسوب المائي المرتفع. الهرم شجيرة صغيرة يتراوح طولها من 20 إلى 50 سنتيمتر، و سيقانها قائمة وأخرى تفترش الأرض. و الأوراق مزدوجة مستطيلة إلى بيضية الشكل، وعادة ما تكون الأوراق لحمية عصيرية بعضها يكون منتفخاً لاحتوائها على الماء. الأزهار صغيرة يميل لونها إلى الأبيض و تشوبه خضرة.[24]
- غرقد: جنس من النباتات ينمو في المناطق الجافة في مناطق مختلفة من العالم، وتتميز بقدرتها على تحمل نقص المياه وملوحتها.[25]

## موارد المياه
يقتصر وجود المياه العذبة بالكويت على المياه الجوفية والتي لا تفي بالاحتياجات اليومية للسكان، ولذلك تعتمد الكويت في استهلاكها من المياه العذبة على تقطير مياه البحر. والطاقة القصوى لمحطات تقطير المياه في الكويت هي 409.4 مليون غالون إمبراطوري يوميا (2009) وإجمالي إنتاج الكويت من المياه العذبة عام 2009 بلغ 131.729 مليار غالون إمبراطوري. نصيب الفرد السنوي من المياه العذبة هو 37,759 غالون إمبراطوري.
وقد قامت الحكومة الكويتية بالبحث عن المياة الجوفية عن طريق حفر العديد من الآبار للحصول على المياه الصالحة للشرب، أسفر عن اكتشاف خزان مياه جوفية ضخم في منطقة الروضتين في شمال الكويت وبكميات كبيرة، لكنها لا تغني عن المياه المقطرة نتيجة للحاجة المتزايدة، وكما اكتشفت أيضًا كميات كبيرة من المياه قليلة الملوحة في مناطق الصليبية والشقايا وأم العيش و العبدلي والوفرة وهي مياه صالحة لري المزروعات فقط.